# Stilpnopappus trichospiroides
Stilpnopappus trichospiroides là một loài thực vật có hoa trong họ Cúc. Loài này được Mart. ex DC. miêu tả khoa học đầu tiên năm 1836.